# 维勒鲁瓦 (约讷省)
维勒鲁瓦（法語：Villeroy，法語發音：[vilʁwa] ⓘ）是法国约讷省的一个市镇，属于桑斯区。

## 地理
维勒鲁瓦（48°10'23"N, 3°11'11"E）面积7.1 平方千米，位于法国勃艮第-弗朗什-孔泰大區约讷省，该省份为法国中北部内陆省份，西接卢瓦雷省，西北接塞纳-马恩省，南至涅夫勒省，东临科多尔省，东北与奥布省接壤。
与维勒鲁瓦接壤的市镇（或旧市镇、城区）包括：维勒布吉、富谢尔、纳伊、叙布利尼。

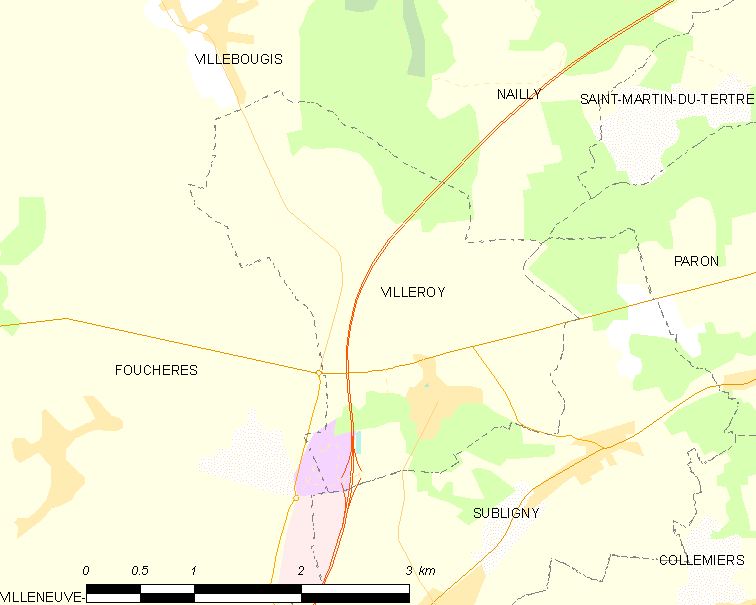
的OSM定位图

维勒鲁瓦的时区为UTC+01:00、UTC+02:00（夏令时）。

## 行政
维勒鲁瓦的邮政编码为89100，INSEE市镇编码为89466。

## 政治
维勒鲁瓦所属的省级选区为勃艮第地区加蒂奈县。

## 人口

1962-2008年间人口变化图示

维勒鲁瓦于2022年1月1日时的人口数量为385人。